# 專制
專制是一个中國史學與政治學術語，最早始於清末的梁啟超，他由日本引進這個譯語。這個名詞是意譯，可以對應到幾個歐洲單字，包括：
- 專制主義（英語：Despotism）。
- 絕對君主制（英語：Absolute monarchy）。
- 獨裁。
- 君主專制

這個名稱隨後在中國流行，通常用來描述古代中國傳統君主政治的型態，即君主專制，高度中央集權，政治權力集中於君主一人，以獨裁政體方式統治，政治完全取決於君主意志的獨斷獨行。
在中華人民共和國中，這個名詞又常與馬克思主義結合，稱為“封建君主專制”，自己则为“無產階級專政”。但對於中國古代是否是君主專制，因為對君主專制的定義不同，在學者間仍有爭論。

## 歷史
專制這個用語在中國古代已經存在，但是通常是作為動詞，控制或決定之意，未形成專門名詞。專制兩字連用時，主要使用在形容臣下侵奪國君權力，君主專制這個用法，在中國古代尚未出現。
1899年4月20日，梁啟超在《清議報》上發表譯作《各國憲法異同論》，引用何禮之的譯法，提出專制政體一詞。同時將monarchies譯為「立憲君主」，而despot譯為「專制君主」。同年12月13日，梁啟超在《清議報》發表〈孟德斯鳩之學說〉，將何禮之日譯本中的三大類別，譯為專制政體（despotisms）、立君政體（monarchies）與共和政體（democratic republics）。1901年，梁啟超發表〈立憲法議〉，稱專制政體為君主有無限權力的政體。。1902年《譯書匯編》第1卷第1期，開始譯出何禮之《萬法精理》。其中將專制政治（despotisms）定義為，君主一人有無限權威。專制、專制君主、君權專制或君主專制這些術語開始在中國流行，但是跟日本情況相同，也不一定會把這些名詞是對應到英語：或英語：區分出來。
在中華人民共和國的習慣用法上，受日本及民國初年譯法影響，君主專制與絕對君主制類似，可以混用，例如在翻譯馬克思、恩格斯著作時，常將英語：譯為君主專制、專制君主制，而將英語：譯為專制、專制主義。

## 現代研究
傳統中國是否是君主專制，現代學者有許多見解。一般皆認同這個看法，著名的反對者為錢穆。錢穆認為，將中國傳統政治劃為君主專制，是近代歐洲人的觀點，但實際上有待商榷。錢穆在北京大學教學時，首次提出這個見解。其弟子余英時認為，若以政權的最終性與絕對性這二個標準來看，中國至明朝、清朝時發展為絕對君主制，才能被稱為君主專制。